# Liste der Universitäten in Kanada
Die Liste der Universitäten in Kanada ist in die Provinzen unterteilt; in den drei Territorien gibt es keine Universitäten. Die älteste Universität ist die Universität Laval (1663) die größte ist die Universität Toronto, die weltweit angesehenste die McGill University Montreal. Im Westen kommt die University of British Columbia in Vancouver an diese führenden Hochschulen heran.

## Alberta
- Athabasca University (Athabasca)
- University of Alberta (Edmonton)
- University of Calgary (Calgary)
- University of Lethbridge (Lethbridge)

## British Columbia
- Capilano University (North Vancouver)
- Emily Carr University of Art and Design (Vancouver)
- Fairleigh Dickinson University (Vancouver)
- Kwantlen Polytechnic University (Richmond, Surrey, Langley)
- Quest University (Squamish)
- Royal Roads University (Victoria)
- Simon Fraser University (Burnaby, Surrey, Vancouver)
- Thompson Rivers University (Kamloops)
- Trinity Western University (Langley)
- University of British Columbia (Vancouver, Kelowna)
- University Canada West (Victoria)
- University of the Fraser Valley (Abbotsford)
- University of Northern British Columbia (Prince George)
- University of Victoria (Victoria)
- Vancouver Island University (Nanaimo)
- British Columbia Institute of Technology (Burnaby, Vancouver)

## Manitoba
- Brandon University (Brandon)
- Canadian Mennonite University (Winnipeg)
- Université de Saint-Boniface (Winnipeg)
- University of Manitoba (Winnipeg)
- University of Winnipeg (Winnipeg)

## Neufundland und Labrador
- Memorial University of Newfoundland (Saint John’s, Corner Brook)

## New Brunswick
- Mount Allison University (Sackville)
- St. Thomas University (Fredericton)
- Université de Moncton (Moncton)
- University of New Brunswick (Fredericton & Saint John)
- University of Fredericton (Fredericton)

## Nova Scotia
- Acadia University (Wolfville)
- Atlantic School of Theology (Halifax)
- Cape Breton University (Sydney)
- Dalhousie University (Halifax)
- University of King’s College (Halifax)
- Mount Saint Vincent University (Halifax)
- Nova Scotia Agricultural College (Bible Hill)
- Nova Scotia College of Art and Design University (Halifax)
- Saint Francis Xavier University (Antigonish)
- Saint Mary’s University Halifax
- Université Sainte-Anne (Church Point)

## Ontario
- Algoma University (Sault Ste. Marie)
- Brock University (St. Catharines)
- Carleton University (Ottawa)
- Dominican University College (Ottawa)
- Lakehead University (Thunder Bay, Orillia)
- Laurentian University (Sudbury)
- McMaster University (Hamilton)
- Nipissing University (North Bay, Brantford)
- Ontario College of Art & Design (Toronto)
- Queen’s University (Kingston)
- Royal Military College of Canada (Kingston)
- Ryerson University (Toronto)
- Trent University (Peterborough)
- University of Guelph (Guelph)
- University of Ontario Institute of Technology (Oshawa)
- University of Ottawa (Ottawa)
- University of Toronto (Toronto)
- University of Waterloo (Waterloo)
- University of Western Ontario (London)
- University of Windsor (Windsor)
- Wilfrid Laurier University (Waterloo)
- York University (Toronto)

## Prince Edward Island
- University of Prince Edward Island (Charlottetown)

## Québec
- Bishop’s University (Sherbrooke)
- Concordia University (Montreal)
- École de technologie supérieure (Montreal)
- École des hautes études commerciales (Montreal)
- École nationale d’administration publique (Québec)
- École polytechnique de Montréal (Montreal)
- Institut national de la recherche scientifique (Québec)
- McGill University (Montreal, Sainte-Anne-de-Bellevue)
- Université de Montréal (Montreal)
- Université de Sherbrooke (Sherbrooke)
- Université du Québec
  - Université du Québec en Abitibi-Témiscamingue (Rouyn-Noranda)
  - Université du Québec en Outaouais (Gatineau)
  - Université du Québec à Chicoutimi (Chicoutimi)
  - Université du Québec à Montréal (Montreal)
  - Université du Québec à Rimouski (Rimouski)
  - Université du Québec à Trois-Rivières (Trois-Rivières)
- Université Laval (Québec)

## Saskatchewan
- First Nations University of Canada (Regina)
- University of Regina (Regina)
- University of Saskatchewan (Saskatoon)